# Edgemoor
Edgemoor est une census-designated place située dans le comté de New Castle, dans l’État du Delaware, aux États-Unis. Sa population s’élevait à 5 677 habitants lors du recensement de 2010.

## Démographie
| 1980  | 1990  | 2000  | 2010  | - | - |
| ----- | ----- | ----- | ----- | - | - |
| 7 397 | 5 853 | 5 992 | 5 677 | - | - |

## Source
- (en) Cet article est partiellement ou en totalité issu de l’article de Wikipédia en anglais intitulé « Brookside, Delaware » (voir la liste des auteurs).